# إيفون ماضي
إيفون ماضي (1931 - 22 أبريل 2007) ممثلة ومصممة أزياء مصرية من مواليد عام 1931 بصعيد مصر، والدتها هي الفنانة المصرية المعروفة من أصول لبنانية "فاتنة داود سليمان أبو ماضي" الشهيرة باسم "زوزو ماضي" (1914 - 1982) التي تخصصت في الأدوار الأرستقراطية، وتزوجت وهي صغيرة من ابن عمها، فأنجبت في سن الخامسة عشرة ابنها أنطون عام 1929 ثم ابنتها إيفون عام 1931، قبل أن تحصل على الطلاق.
كان دخول إيفون لمجال التمثيل بسبب وساطة والدتها زوزو ماضي، وعلى يد عميد المسرح "يوسف وهبي" الذي أشركها في عام 1949 في فيلم من بطولته وإخراجه هو فيلم "بيومي أفندي" الذي شاركت فيه فاتن حمامة.
إيفون ماضي من بين الممثلات القلائل في السينما المصرية اللواتي لم يظهرن إلا في فيلم واحد فقط. فمن بعد ظهورها في "بيومي أفندي" لم يلتفت إليها المخرجون لإشراكها في أفلامهم لقناعتهم بأنها لا تملك أي مواهب. وهي من جانبها أدركت هذه الحقيقة فودعت التمثيل نهائيا إلى مجال آخر عشقته وكانت تمتلك مواهبه بالفعل هو مجال تصميم وتنفيذ الأزياء. ولأن فيلمها الوحيد جعلها معروفة لدى المخرجين والمنتجين فقد أسند هؤلاء إليها تصميم أو تنفيذ الأزياء الخاصة بالعديد من الأفلام السينمائية التي أنتجت في عقدي الخمسينات والستينات ومطلع السبعينات. كانت البداية مع تصميم ملابس فيلم "بشرة خير" في عام 1952 قصة وسيناريو وإخراج حسن رمزي وتمثيل شادية وكمال الشناوي. تلى ذلك قيامها بتصميم وتنفيذ ملابس فيلم "الحب المكروه" في عام 1953 قصة وسيناريو وإخراج عبد الله بركات وتمثيل محسن سرحان وعقيلة راتب.
يذكر عنها أن الأميرة المصرية فايزة فؤاد شقيقة الملك فاروق الأول كانت حريصة على ارتداء ملابس من تصميمها، وكانت تردد افتخارها بارتداء ملابس من القطن المصري ومن تصميم وتنفيذ أيادٍ مصرية، طبقا لما نشرته المجلات المصرية الصادرة في العهد الملكي.
نشر عن سيرتها أنها كانت تعامل والدتها "زوزو ماضي" بقسوة رداً على قيود فرضتها الأخيرة عليها. وبسبب تلك القيود قررت الهرب إلى إيطاليا، حيث عاشت هناك لبعض الوقت قبل أن تقرر العودة إلى مصر دون أن تتصل بوالدتها، الأمر الذي دفع زوزو ماضي إلى اليأس من ترويضها، وبالتالي الإقدام على محاولة الانتحار بتناول حبوب منومة في مارس 1955، لولا أن خادمها بمساعدة صديقها المصوّر محمد عز العرب تمكنا من إنقاذها بأعجوبة.
توفيت إيفون ماضي بالقاهرة في 22 أبريل عام 2007.

## أعمالها السينمائية
فيلم "بيومي أفندي" للمخرج يوسف وهبي عام 1949 (تمثيل)
فيلم "بشرة خير" للمخرج حسن رمزي عام 1952 (تصميم ملابس شادية)
فيلم "الحب المكروه" للمخرج عبد الله بركات عام 1953 (تصميم وتنفيذ الأزياء).
فيلم "شفيقة القبطية" للمخرج حسن الإمام عام 1962 (تصميم الأزياء).
فيلم "بين القصرين" للمخرج حسن الإمام عام 1962 (تنفيذ الملابس)"
فيلم "صاحب الجلالة" للمخرج فطين عبد الوهاب عام 1963 (تنفيذ أزياء).
فيلم "رابعة العدوية" للمخرج نيازي مصطفى عام 1963 (تصميم ملابس).
فيلم "أميرة العرب" للمخرج نيازي مصطفى عام 1963 (تنفيذ ملابس).
فيلم "بنت عنتر" للمخرج نيازي مصطفى عام 1964 (تنفيذ ملابس).
فيلم "أمير الدهاء" للمخرج هنري بركات عام 1964 (تنفيذ ملابس).
فيلم "ألف ليلة وليلة" للمخرج حسن الإمام عام 1964 (تنفيذ ملابس).
فيلم "المماليك" للمخرج عاطف سالم عام 1965 (تصميم ملابس أبطال الفيلم).
فيلم "عريس بنت الوزير" للمخرج نيازي مصطفى عام 1970 (تصميم ملابس).
فيلم "أضواء المدينة" للمخرج فطين عبد الوهاب عام 1972 (تنفيذ ملابس).

## وصلات خارجية
- إيفون ماضي على موقع IMDb (الإنجليزية)
- إيفون ماضي على موقع قاعدة بيانات الأفلام العربية
- إيفون ماضي على الدهليز
- إيفون ماضي على كاروهات

https://www.soutbalad.com/archives/1347 إيفون ماضي
https://elaph.com/Web/NewsPapers/2021/04/1324732.html إيفون ماضي